# Das andere Lächeln
Das andere Lächeln  ist ein deutscher Fernsehfilm von Robert van Ackeren. Er wurde am 1. März 1978 im Fernsehen auf ARD uraufgeführt.

## Handlung
Paul ist ein strebsamer Spirituosenhändler mit einer Ehefrau (Irma), die ständig krank ist. Ellen – Irmas Freundin – übernimmt als das „andere Lächeln“ stetig die Position von Irma.

## Kritik
Hans C. Blumenberg urteilte in der ZEIT über den Film:

„Das andere Lächeln von Robert Van Ackeren, der bislang beste Film des Regisseurs von ‚Harlis‘ und ‚Belcanto‘: eine ebenso leise wie grausame Studie über kleinbürgerlichen Vampirismus, über den Tauschwert von Waren und den Menschen, die mit ihnen umgehen.“